# Myszkówka (Czerwona Wola)
Myszkówka – część wsi Czerwona Wola w Polsce położona w województwie podkarpackim, w powiecie przeworskim, w gminie Sieniawa, w sołectwie Czerwona Wola
W latach 1975–1998 miejscowość położona była w województwie przemyskim.
Myszkówka jest położona od strony drogi DW 870, w pobliżu Lubaczówki i obejmuje 38 domów, oraz 15 domków letniskowych.